# Волейбол
Волейболът (на английски: volleyball, от volley – воле, удар по летяща топка или просто летяща топка, преди да докосне земята и ball – топка) е вид колективна спортна игра с топка, по време на която два отбора се състезават на специална площадка, разделена с мрежа, като насочват топката в полето на противника така, че тя да падне на земята или противникът да допусне грешка. При това за организация на атака са допустими само три удара на топката.
Официалните варианти са два:
- Класически – правилата на играта са описани по-долу. Обикновено се играе в зали или кортови игрища.
- Плажен волейбол – игрището е 16 на 8 метра. Отборите са по двама души. Геймовете са до 25 точки. Играе се върху пясък.

Освен това съществуват и други спортове, основаващи се на волейбола като джитбол, босабал, снежен волейбол и др.
Волейболът е изключително активен спорт, свързан с големи натоварвания, тъй като повечето нападателни и защитни действия се извършват по време на вертикален отскок, високо над мрежата.
Волейболът намира широко разпространение, особено в Азия.
Чиста победа е 3:0 гейма.

## Етимология
Употребата на английската дума volleyball датира от 1896. За първи път volley придобива своя смисъл на воле, т.е. удар по летяща топка, през периода 1819 – 1862, което значение идва от тениса, а именно удряне на топката в полет. Самата дума volley на английски първоначално има значение на залп (изстрел при стрелба с пушки), но произхожда от латинската дума volare, инфинитив на глагола летя.

## История
Волейболът е създаден в САЩ на 9 февруари 1895 г. от Уилям Морган. Той поставил мрежа за тенис на височина 197 cm и неговите ученици започнали да прехвърлят през нея плондер от баскетболна топка. В началото броят на участниците не бил ограничен, а също така началният удар се изпълнявал с една ръка на един крак.
Морган нарекъл играта „Минтонет“.
След една година на конференцията на колежите на асоциацията на младите християни в Спрингфилд, играта получава своето име „волейбол“ по предложение на професор Алфред Т. Халстед.
През 1897 г. са публикувани първите правила на волейбола.
Първият световен шампионат за мъже е през 1949 г., а за жени през 1952 г.
Международната федерация по волейбол (FIVB) е основана през 1947 г. и включва 218 национални федерации (2002 г.). Тя е втората по численост спортна организация в света след Международния олимпийски комитет (МОК).
Европейската конфедерация по волейбол (CEV) е основана на 21 октомври 1963, базирана е в Люксембург и включва 54 федерации от Европа.
Волейболът става олимпийски спорт от 1964 година. Приет е на заседанието на МОК в София.
През 1988 година се въвежда системата грешка-точка за петия гейм, а от 1998 тя се въвежда за всички геймове, като точките за победа се увеличават от 15 на 25, с изключение на петия гейм, където остават 15.

### Волейболът в България
За първи път играта волейбол е показана в Руското техническо училище в София през 1922 г. През 1924 г. дружество Сила включва волейбола в своята програма за спортна подготовка, а през 1925 се организира и първото официално състезание по волейбол в България на II мъжка гимназия в София. Победител в това състезание става VIIд клас.
През 1926 г. волейболът се разпространява и в Русе, Казанлък, Борисовград (дн. Първомай), Бургас, Пловдив, Перник, Пазарджик.
България е една от първите държави, в които се слага начало на организирано волейболно движение. Първите опити за това са през 1928 г., когато се решава, че в градското първенство по футбол на София ще могат да участват само тези спортни клубове, които имат отбори по волейбол и баскетбол.
През 1941 г. е създаден СИРТ (Съюз за игрите с ръчна топка), който обединява волейбола и баскетбола в рамките на БНСФ (Българска национална спортна федерация).
През 1942 г. е проведено първото национално първенство по волейбол, като участват отбори от София, Варна, Пловдив и Враца. Първият шампион на България за мъже е отборът на „Раковски“: Р. Шаханов, Л. Петров, Б. Караиванов, Б. Стоилков, К. Томов и И. Живодеров. При жените първенец е съставът на АС-23: Балакчиева, Кирякова, Божилова, Игнатова, Иванова и Дермонска.
Първата официална международна проява на българския волейбол е на първата Балканиада в Букурещ 1946 г. България заема 3-то място за мъже и жени, след Румъния и Югославия.
Българската федерация по волейбол е втората в света след Чехословашката. Тя се отделя от КИРВ (Комитет за игрите с ръчна топка) през есента на 1947 г. с името Централен комитет по волейбол. През 1949 г. Комитетът по волейбол прераства в РСВ (Републиканска секция по волейбол) с учредително събрание, проведено през юли. Същата година България е приета за член на ФИВБ.
В края на месец септември 1957 г. се провежда 53-тата сесия на МОК в София. По този повод на стадион „Васил Левски“ се организира демонстративен турнир по волейбол. С личното си присъствие помощ оказва и президентът на ФИВБ Пол Либо (Франция). Благодарение на този турнир, организиран в България, волейболът се приема за олимпийски спорт.
Мъжкият и женският национален отбор на България общо имат 2 сребърни и 1 бронзов медал от Олимпийски игри; 1 сребърен и 4 бронзови медала от световни първенства; 1 златно, 1 сребърно и 5 бронзови отличия от европейски първенства.
Предпоследният медал (бронзов) е спечелен от мъжкия национален отбор на Световното първенство в Япония през 2006 под ръководството на Мартин Стоев.
Българският национален отбор по волейбол е с олимпийска квота за игрите в Пекин 2008, извоювана на Световната купа в Япония 2007.
Последният медал (бронзов) е спечелен от мъжкия национален отбор на Европейското първенство в Турция през 2009 под ръководството на Силвано Пранди.
През 2012 година на Олимпийските игри в Лондон мъжкият национален отбор на България се класира на четвърто място.
През 2015 година на първите Европейски Олимпийски игри мъжкият национален отбор взима сребърен медал.

## Правила

### Игрище
Игрището във волейбола е с размери 9 на 18 метра, като е разделено на две части по 9 на 9 метра от мрежа, издигната на определена височина (2,43 m за мъжете и 2,24 m за жените). Успоредно на мрежата на 3 m разстояние отляво и отдясно са нанесени две линии, които определят зоната за атака (т.нар. първа линия).
Всички линии трябва да са с ширина 5 cm, те трябва да са светли и да се различават по цвят от всички други линии върху игрището.
Самото то се разделя условно на шест зони:
при всяко спечелване на начален удар, играчите трябва да сменят позицията си, като се преместват по посока на часовниковата стрелка и да отидат в съседната зона. Например играчът от зона 2 отива в зона 1, а играчът от зона 1 отива в зона 6. Играчите нямат право да нарушават зоните си до нанасяне на удар по топката за изпълнение на начален удар.

### Играчи
Отборите се състоят от 14 играчи, един треньор, един помощник-треньор и лекар. Един от играчите е капитан на отбора и неговото име трябва да се отбележи в протокола. От 2021 либерото вече има право да е капитан.
Играчите трябва да са облечени с еднакви екипи с номера на гърба и отпред на гърдите. Номерата могат да бъдат произволни, но не могат да се повтарят. Те трябва да бъдат с контрастен цвят и яркост спрямо цвета на фланелката. Екипите се състоят от фланелка, гащета, чорапи и спортни обувки. Те трябва да са с еднакъв дизайн и цвят, с изключение на тези на либерото.
Първият съдия може да разреши на играчите да играят боси, да сменят екипа между геймовете, ако е със същите дизайн, цвят и номер, и да играят с анцузи, при условие че и те са номерирани.
Забранени са предмети, които могат да доведат до травми или да дадат изкуствено предимство на играча. По изключение се допуска игра с очила. 
В игра влизат 6 играчи, а останалите 6 са резерви.
В един гейм могат да бъдат извършени до 6 смени, като сменен играч не може да замести друг освен сменилия го. Затова се казва, че могат да бъдат извършени 6 нормални или 3 пълни смени. Когато някой от играчите се контузи и отборът е изчерпал смените си, той може да бъде заменен по изключение с всеки друг играч. Ако играч бъде изгонен и отборът е изчерпал смените си, той губи гейма или мача.

### Игра
Отборът печели точка:
- при успешно приземяване на топката в противниковото игрище;
- когато отборът на противника извърши грешка;
- когато отборът на противника получи наказание.

Когато отбор събере 25 точки с предимство от 2 точки, той печели гейма (с изключение на 5 гейм, където трябва да събере 15 точки с предимство от 2 точки). Ако резултатът е 24 на 24 (14 на 14) точки, играта продължава до получаване на преимущество от 2 точки, например 27 на 25 (17 на 15).
Победител в срещата е отборът, който спечели първи 3 гейма.
Грешки са:
- когато играч не се намира в своята зона;
- когато играч не се премести в следваща зона при завъртане;
- когато топката докосне терена или друг предмет извън очертанията на игрището след игра с нея;
- когато топката се задържи повече от един удар или се удари два пъти последователно от един играч. Изключение е блокадата, която не се брои за удар, и първи удар на отбора след атака, сервис, топка докоснала блок, където топката може да се удари в различни части на тялото, при условие че е в една и съща акция.
- когато топката се удари повече от три пъти от един отбор, преди да се върне на противника. Отново блокадата не се брои за удар;
- когато ударът се осъществи при поддръжка или подпиране на играча от друг;
- когато играч докосне мрежата по време на игра или опит за игра с топката;
- когато играч проникне в противниковото пространство под мрежата и това влияе на играта на противника или престъпи средната линия, като се отчита престъпване с цялото стъпало зад средната линия;
- когато играч докосне топката в противниковото пространство, преди да е осъществен атакуващ удар;
- когато се изпълни начален удар без подхвърляне на топката;
- когато при изпълнение на начален удар топката се подхвърли и се хване;
- когато началният удар не се извърши до 8 секунди след разрешението на съдията;
- когато при изпълнение на начален удар играчът е извън зоната за изпълнение или навлезе в игрището;
- когато играч от втора линия (зони 1,6,5) при нападение настъпи линията на 3-тия метър или нейното продължение;
- когато играч от втора линия осъществи блокада;
- когато се блокира начален удар на съперника;
- когато либерото вдига с две ръце отгоре намиращ се в триметровата зона до мрежата;
- когато либерото прехвърли в противниковото поле топка, която се намира над височината на мрежата.

### Прекъсвания на играта
- Технически – когато водещият отбор достигне 8 и 16 точки в геймовете от 1 до 4. Времетраенето на техническите прекъсвания е 1 минута. В петия гейм няма техническо прекъсване. Европейската конфедерация по волейбол (CEV), считано от 14 май 2018, премахна таймаутите след 8 и 16-а точка за организираните от нея състезания, като решението не се отнася за националните първенства.[11]
- Треньорски – всеки треньор има право на 2 прекъсвания на гейм. Капитанът също има право да вземе прекъсване. Времетраенето на треньорските прекъсвания е 30 секунди. По време на прекъсване състезателите трябва да бъдат в свободната зона близо до отборната скамейка.
- След всеки гейм – за смяна на игралното поле. Времетраенето е 3 минути.

## Елементи на играта и умения
Играчите на волейбол трябва да притежават следните умения: изпълнение на начален удар, пас, вдигане, атака, блокада, посрещане (защита). Поради правилото, че всеки един играч трябва да премине през всички зони на полето, всеки един от играчите трябва да притежава базовите умения.

### Изпълнение на начален удар
С изпълнението на начален удар започва играта. Началният удар е първата атака на отбора и доброто му изпълнение е от важно значение за развитието на отиграването. Различават се няколко начина на изпълнение на начален удар:
- начален удар отдолу – изпълнява се, като се подхвърля топката на 50 – 60 см с едната ръка и с другата ръка се замахва отдолу, така че да се нанесе удар в долната част на топката. Ударът може да се нанесе и със свита в юмрук ръка. Изпълнява се само от слабо подготвени волейболисти, защото е много лесен за изпълнение, но е лесен и за посрещане от противника. Разновидност на този начален удар е „удар до небето“. Изпълнява се така, че топката да излети силно нагоре и слънцето да пречи на поемащите да я видят.
- начален удар отгоре (горен лицев начален удар) – топката се удря с водещата ръка; първо кракът, противоположен на водещата ръка, се изнася напред; топката се хваща с ръката, която отговаря на изнесения крак, така че когато се пусне, да падне точно до (но не върху) изнесения крак; първоначално водещата ръка е изнесена над главата и е леко отпусната; топката се хвърля над главата, така че да не отиде зад играча, и се удря с цялата длан на водещата ръка (не с юмрук). В зависимост от начина на удар по топката, може да се получи силов начален удар, въртелив начален удар и планиращ начален удар.
- страничен начален удар – топката се подхвърля над главата или малко встрани от тялото и с въртеливо движение на другата ръка се нанася удар по нея. Лесно се постига въртелив начален удар, но е трудно да се контролира посоката му.
- начален удар с отскок – топката се подхвърля високо и около 1 – 2 m напред, отскача се и се напада както при нападение. Получава се много мощен начален удар, но е много труден за изпълнение.

### Пас
Пасовете служат за предаване на топката от един играч на друг. Различават се следните видове пасове:
- пас с две ръце отдолу – лявата ръка се свива в юмрук, а дясната обхваща юмрука (или обратното). Ръцете се насочват на 45 градуса надолу и се изпъват максимално. Топката трябва да попадне между китките и лакътя. При посрещане на силни удари, може да се отпуснат малко ръцете за смекчаване на силата на удара. Използва се най-вече за защита и посрещане на начален удар.
- пас с една ръка отдолу – при посрещане на отдалечени топки, най-вече с приземяване. Различават се два удара на топката – с вътрешната част на ръката, при приземяване наляво или надясно, и с външната част на ръката – при приземяване напред.
- пас с две ръце отгоре – изпълнява се с възглавничките на пръстите, като палците и показалците трябва да образуват равнобедрен триъгълник. Топката се поема над челото. Този пас се отличава със значителна прецизност и затова се използва главно при вдигане и разпределяне на топката.

### Вдигане (разпределяне)
Вдигането е подаване на топката за нападение. Това е една от най-отговорните части на играта, защото без добре вдигната топка не може да се извърши добро нападение и топката ще бъде отбита. От разпределянето зависи дали нападателят ще има солидна блокада срещу себе си, или ще може да нападне в комфортни условия. За да се постигне максимална прецизност при подаването на топката, вдигането се осъществява главно с пас отгоре.
Вдигането се извършва предимно от играча, намиращ се в зона 3. При елитните отбори всяка втора топка се подава (при възможност) на границата между зона 2 и 3 и има специализирани играчи, които от всяка зона отиват там, за да вдигнат топката – това са т. нар. разпределители.

### Атака
Всички действия, прехвърлящи топката в противниковото поле, с изключение на начален удар и блокада, се считат за атака.
Атаката най-често се извършва с мощен удар по топката, подадена от вдигащия играч. Обикновено това е третият удар на отбора.
За да се извърши правилно атакуващият удар, играчът, който го нанася, трябва да е с лице към мрежата, отдалечен около 3 метра от нея. От тази позиция той може оптимално да се засили и да направи максимално висок отскок. Последната крачка от засилването се прави малко по-голяма, за да се преобразува хоризонталната скорост във вертикална. Заедно с нея се прави замах с ръцете, като свободната ръка спира на височината на рамената, а удрящата се изнася назад. При удара се използват както мускулите на ръката, така и коремните мускули. Направлението на топката се задава от китката, която насочва топката при удара.
При неудобна топка или при тройна блокада може да се нанесе лъжлив удар или топката да се пусне с върховете на пръстите или с леко „почукване“. Важно при това действие е то да бъде достатъчно кратко, за да няма маркиране от страна на съдиите на „носена топка“. Топката се насочва точно зад ръцете на блокиращите или към празно място на полето на противника. Когато вдигната топка е много близко до блокадата, тя може да се „натисне“.
Има няколко вида нападения:
- нападение от втори темп (обикновена топка) – извършва се с високо вдигната топка в краищата на игрището;
- нападение от първи темп (къса топка) – извършва се в близост до разпределителя, като топката се подава над мрежата само толкова, колкото да се удари;
- метърче (бърза или заострена топка) – топката се подава без голяма парабола към краищата на игрището;
- нападение от втора линия – топката се напада от нападател, намиращ се на втора линия (зони 1, 6, 5), който трябва да отскочи зад триметровата линия.

Според посоката на топката можем да разделим нападенията на:
- нападение по правата;
- нападение по диагонала;
- нападение по късия диагонал.

### Блокада
Блокада наричаме действията на играчите по прихващане на полета на топката над мрежата.
Блокадата може да бъде единична (изпълнена от един играч) и групова (изпълнена от двама или трима играчи). Освен това блокадата може да бъде активна (ръцете се вкарват в полето на противника, така че топката, отскочила от тях, да падне направо в неговото поле) и пасивна (ръцете се оставят малко по-назад и по-отпуснати, като целта на блокадата е да се омекоти силата на нападението и да може да бъде поета топката от защитниците).
Блокадата е ефективно противодействие на противниковото нападение. Добре поставената блокада не само спира нападението, но и в мнозинството от случаите води до отбелязване на точка. Освен това тя е със силен психологически ефект. След две три успешни блокади, противниковият нападател се обезкуражава и обикновено започва да нанася по леки и лъжливи удари, които лесно могат да бъдат отиграни от защитниците.
Блокада могат да извършват само играчите от първа линия (зони 2, 3, 4). Докосването на топката до ръцете на блокиращите не се брои за удар и с топката може да играят и хората участвали в блокадата. При групова блокада топката може да се удари едновременно от един, двама или трима играчи.
Отскачането за блокада трябва да стане според отдалечеността на нападателя от мрежата. Ако противникът изпълнява къса топка, блокиращият отскача заедно с нападателя; ако се изпълнява обикновена топка близо до мрежата, блокиращият отскача при замахването на нападателя, а при нападение от втора линия, блокиращият трябва да отскочи при преминаването на ръката на нападателя на хоризонталата на тялото. Това са относителни моменти, които зависят от конкретния нападател и блокиращ, и трябва да се актуализират по време на срещата.
При блокада може да се „бръкне“ в полето на противника, но трябва да се докосне топката след атаката, защото в противен случай се счита за грешка. Блокадата не се брои за удар.

### Посрещане (защита)
Възможните отигравания на играчите след начален удар или нападение на противника са посрещане или защита. Посрещането обикновено се изпълнява с две ръце отдолу, понеже по този начин има по-малка вероятност от т.нар. „носене“ на топката, за разлика от посрещането отгоре.
При защита често се налага да се приема топката с една ръка при падане (извършва се приземяване).
Най-важно за добрата защита е пласирането по игрището. Защитникът трябва да е заел позиция така, че да бъде на мястото на най-вероятното направление на топката. Той трябва да е приклекнал ниско, но така, че да може да направи крачка във всяка посока. Затова тежестта на тялото трябва да е върху пръстите на краката.

## Стратегия

### Специализация на играчите
За да се постигнат високи резултати в съвременния волейбол, се налага да се профилират играчите така, че да могат да изпълняват тези дейности, с които се справят най-добре. Различават се следните специализации:
- разпределител – отговорност на този играч е да насочи топката към най-удачното място за атака. Той е освободен от посрещане на начален удар, но всяко второ докосване на топката „трябва“ да премине през него. Разпределителят определя слабите места в отбраната на противника (например нисък играч на предна линия или бавен централен блокировач) и организира комбинациите, за да освободи нападателите от блокада. Главни изисквания към него са съобразителност, пъргавост, повратливост, поглед върху играта, точен и мек пас. Понеже не участва в атаката, не е необходимо играчът на този пост да има висок ръст.
- нападател първи темп (център, главен блокировач) – отговорност на този играч е да напада от къса или ускорена топка в непосредствена близост до разпределителя. Освен това понеже играе главно в центъра на първа линия, той участва във всички блокади. Главни изисквания към него са бързина и отскокливост. Поради необходимостта да участва във всички блокади, обикновено това са високоръстови играчи.
- нападател втори темп (посрещач, краен нападател) – отговорност на този играч е да завършва комбинациите обикновено близо до края на мрежата. Освен това той напада и при топки, при които не може да се осъществи комбинация, т. нар. трудни топки. Обикновено тези играчи участват и в посрещането на топката при начален удар. Главни изисквания към тях са психическа устойчивост, богат арсенал от нападащи удари, мощно нападение.
- диагонал – този играч играе в зоната диагонална на разпределителя, обикновено не участва в посрещането на топката. Напада най-вече в зона 2 и много често от задна линия. Понеже не участва в посрещането на топката, обикновено са ръстови състезатели с много мощен удар.
- либеро – играч, изпълняващ строго защитни функции. Може да замести всеки един от отбора на втора линия, като това не се брои за смяна. Не може да напада топки по-високи от височината на мрежата, не може да вдига топката с две ръце отгоре от първа линия, не може да изпълнява начален удар. Обикновено е единият от посрещачите. Главни изисквания – бързина, повратливост, стабилна психика и добро посрещане. Използва главно пас с две ръце отдолу. Понеже не се използва в нападение или блокада, обикновено е нискоръстов играч.

### Схеми на игра
Схема на влизане на разпределителя от различните зони. Номерата показват в коя зона се намира играчът. Разпределителят е даден в синьо. С червени стрелки са показани възможни атаки.

#### 4 – 2
Схема на игра с двама разпределители. Винаги на първа линия има един разпределител и двама нападатели. Влизането на разпределителя за вдигане се вижда на първите три диаграми по-горе. Понеже винаги има само двама нападатели, тази схема не се използва при професионалните волейболни отбори. Поради леснотата на използването ѝ се използва най-вече от аматьори и начинаещи отбори.

#### 5 – 1
Схема на игра с един разпределител. Влизането на разпределителя е показано на всичките шест диаграми по-горе. Използва се от почти всички професионални отбори поради възможността за тясна специализация на всички играчи.

#### 6 – 1
Схема на игра с двама разпределители, които винаги влизат от задна линия. Влизането на разпределителя за вдигане е показано на последните три диаграми по-горе. Теоретично това е най-добрата схема, понеже винаги има 3-ма нападатели на предна линия. Проблем в реализирането ѝ обаче е необходимостта от наличието на двама универсални играчи – разпределители нападатели, които когато са на първа линия да нападат, а когато са на втора линия да вдигат топката. Това определя много малкото използване на тази схема в съвременния волейбол.
Тази система за нападение е известна като „6 – 2“, но по-правилно е да се нарича „6 – 1“, тъй като 6 е броят на нападателите, а разпределителят е само един – (когато премине на първа линия той става нападател, а неговият диагонал – разпределител).

### Комбинации
Комбинациите са предварително уговорени методи за нападение от няколко нападатели с цел разкъсване на противниковата блокада. Идеалната комбинация е, когато топката може да бъде нападната от няколко играчи по време на нейния полет.
Различават се следните комбинации:
1. Ешелон – при тази комбинация центърът тръгва близо до разпределителя, а посрещачът напада близо до антената. Това е най-често използваната комбинация в съвременния волейбол, поради бързината на изпълнение и отдалечеността на двамата нападатели.
2. Кръст – посрещачът тръгва за бърза топка, а центърът тръгва към антената. Целта е да се кръстосат пътищата им, и по този начин да се сблъскат блокиращите, ако те блокират даден нападател.
3. Обратен кръст – центърът тръгва за остра топка към антената, а посрещачът тръгва за висока топка до разпределителя. Целта е отново да се сблъскат блокиращите. Отстранява недостатъка на класическия кръст за универсалност на нападателите.
4. Възел – центърът напада на къса топка, а другият нападател се засилва и отскача точно зад него. Целта е да се скрие засилването на втория нападател, и да се нанесе ударът, когато блокът е вече паднал. Често се използва с нападение от втора линия (например го ползва Матей Казийски). Други наименования на тази комбинация са „заслон“ и „пайп“.

## Турнири
Международните турнири по волейбол се организират от FIVB за световен мащаб или от съответната конфедерация за континентален мащаб. По-големите от тях са:
- Световно първенство по волейбол
- Световна лига по волейбол
- Европейско първенство по волейбол
- Гранд при по волейбол
- Световна купа по волейбол

## Интересни факти
- Скоростта на топката при сервис може да достига 130 km/h.
- Рекордът по посещаемост на волейболен мач е поставен през 19 юли 1983 година в приятелската среща между националните състави на Бразилия и СССР. Тогава на знаменития стадион „Маракана“ посетителите са били 96 500 души.[12]
- Първи сервис с отскок започват да изпълняват бразилците в началото на 1980-те.[13]
- На квалификацията за Световното първенство през 2009 г. женският отбор на Тайланд побеждава Бангладеш с резултата 25:1, 25:1, 25:3.[14]
- Рекордът за най-дълъг гейм е поставен през 2013 г. в Южна Корея на мача между Къриън Еър Джамбоус (Инчхън) и Раш & Кеш Веспид (Ансан) който продължава 48 минути и завършва 56:54.[15]
- Рекордът за най-силен сервис в света от 2010 до 2018 беше на Матей Казийски (132 km/h), но през 2018 беше поставен нов рекорд от Иван Зайцев – 134 km/h.[16]